# Neprilisina
La neprilisina (o CD10), è una glicoproteina facente parte delle metallo-endopeptidasi di membrana, nota anche con le denominazioni endopeptidasi neutra (NEP) ed antigene per la leucemia linfoblastica acuta (CALLA).

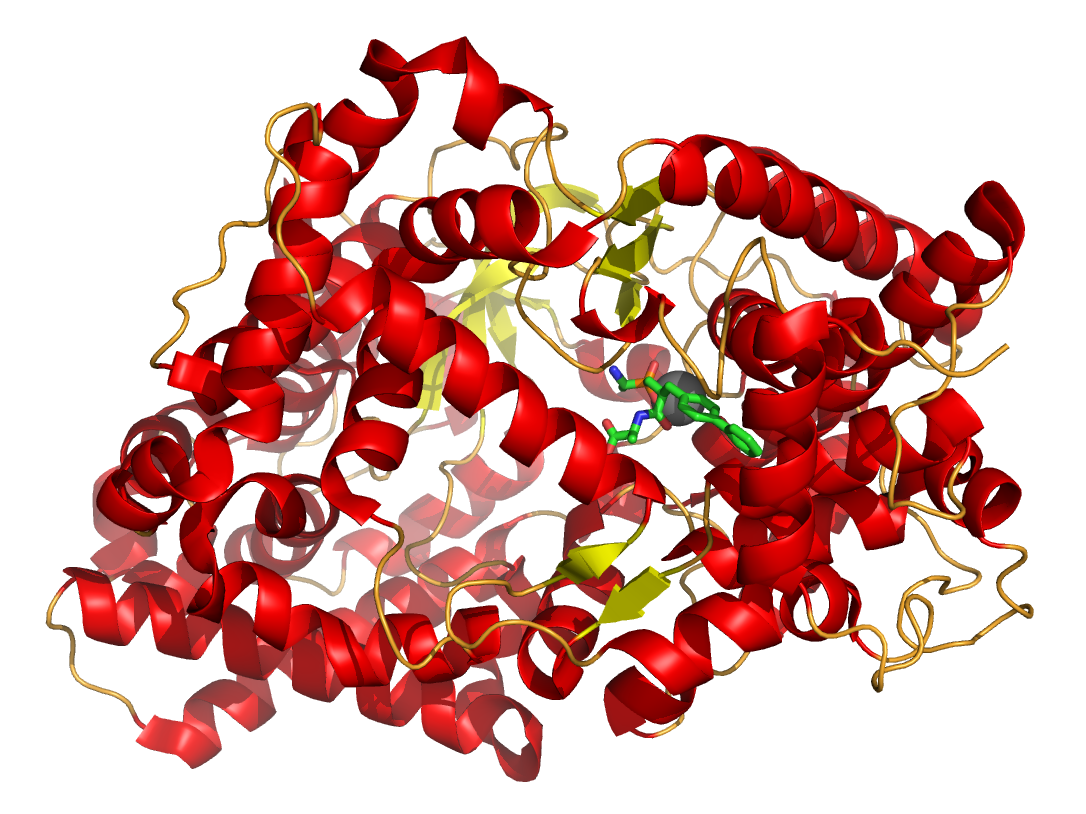
Struttura proteica della neprilisina, una metalloproteasi zinco-dipendente coinvolta nel metabolismo e nella regolazione dei peptidi extracellulari come la encefaline e la sostanza P. La sfera grigia rappresenta un atomo di zinco, la struttura verde rappresenta l'inibitore degli enzimi chelanti lo zinco.

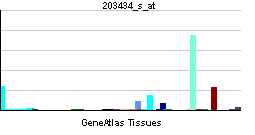
Pattern di espressione ad RNA del gene per la neprilisina

Nell'uomo viene codificata dal gene per le metallo-endopeptidasi di membrana posto sul cromosoma 3 a 156.28 - 156.38 Mb
La neprilisina è un enzima metalloproteasi zinco-dipendente che degrada una serie di piccoli peptidi secreti, in particolare il peptide beta la cui anormale concentrazione nel tessuto neurale è implicata come causa della malattia di Alzheimer; La proteina viene sintetizzata come una proteina di membrana, il dominio extracellulare della neprilisina viene esposto nell'ambiente extracellulare dopo il suo trasporto dal Golgi alla superficie delle cellule. Nei neuroni, la neprilisina viene regolata dalla proteina nicastrina, un componente del complesso gamma secretasi, che esegue un passaggio necessario nella trasformazione del precursore amiloide in beta-amiloide; La neprilisina in quanto proteasi associata alla membrana cellulare assume un ruolo nella degradazione del beta-amiloide, tale degradazione avviene attraverso molteplici vie metaboliche.

## Regolazione beta amiloide
Mutazioni nel gene codificante la neprilisina vengono associate alle forme a trasmissione familiare della malattia di Alzheimer, topi knockout (neprilisina-deficienti) manifestano sintomi clinici Alzheimer-simili e deposizione di beta-amiloide nel cervello, la neprilisina fissa il tasso di degradazione del beta-amiloide, composti come la somatostatina (un ormone peptidico) aumentano il livello di attività dell'enzima. L'eventuale riduzione nella produzione della somatostatina a livello cerebrale delle persone anziane, può deprimere l'attività della neprilisina e promuovere così l'aggregazione del beta amiloide in eccesso. Il decremento dell'attività della neprilisina all'aumentare dell'età può essere riconducibile anche al danno ossidativo, noto per essere un fattore causale nella malattia di Alzheimer.

## Interazioni

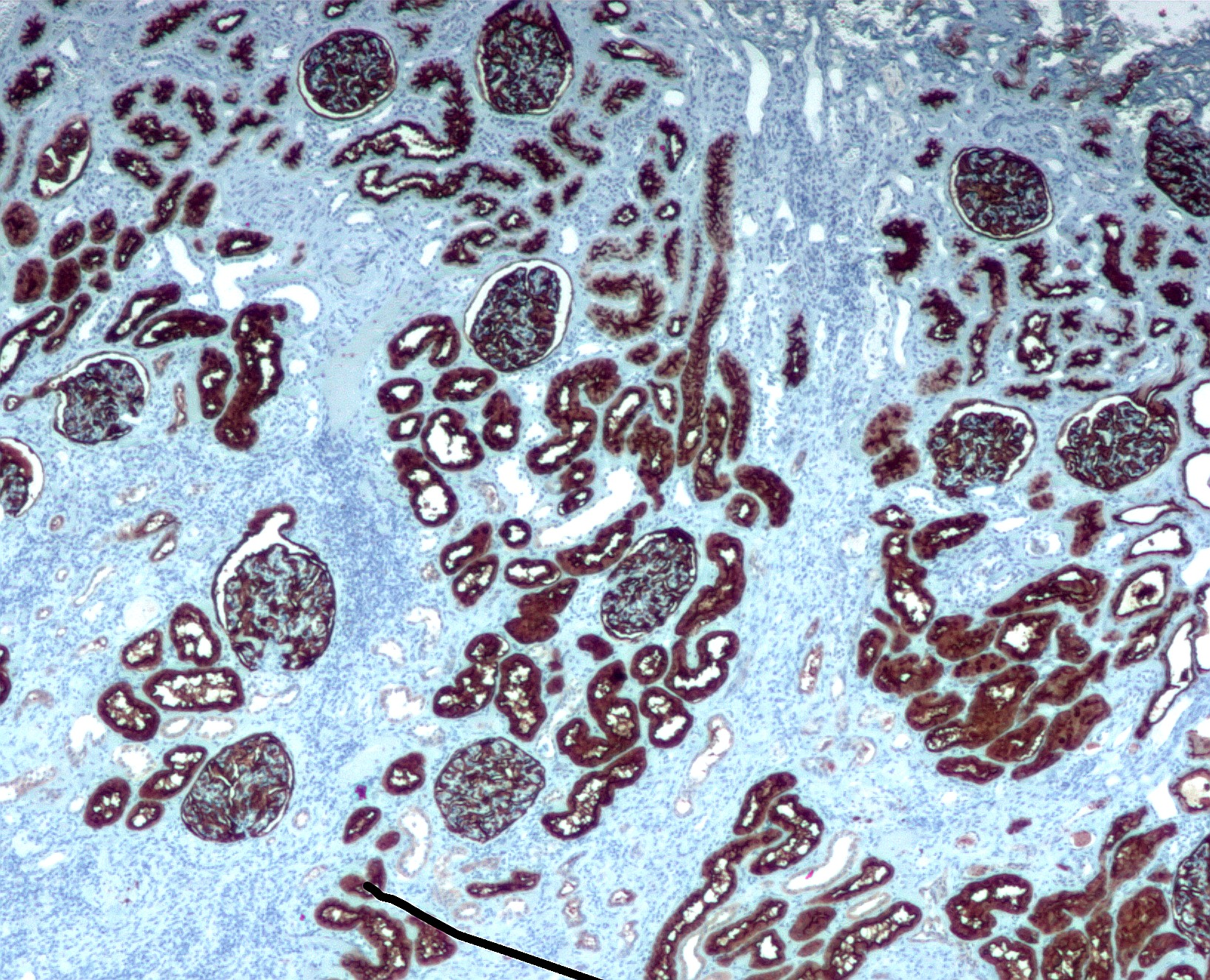
Immunoistochimica della normale espressione di neprilisina nel rene.

### Degradazione peptidica
La neprilisina, oltre alla degradazione del beta-amiloide a livello cerebrale, viene altamente espressa nei tessuti renali e polmonari. Sono stati sviluppati diversi inibitori con l'obiettivo di ottenere analgesici e anti-ipertensivi che agiscono bloccando l'attività di contrasto della neprilisina verso i peptidi di segnalazione quali: encefaline, la sostanza P, l'endotelina, ed il peptide natriuretico atriale.

### Associazione con il cancro
Sono state osservate diverse associazioni fra l'espressione di neprilisina e vari tipi di cancro, tuttavia, il rapporto tra l'espressione di tale proteina e la cancerogenesi non è chiara. Il gene della neprilisina viene spesso definito come CD10 o CALLA. In alcuni tipi di cancro, come il carcinoma metastatico e alcuni melanomi avanzati, la neprilisina risulta sovraespressa; In altri tipi di tumore invece, come nei tumori polmonari, l'espressione della neprilisina risulta inibita, l'espressione di neprilisina si riscontrata anche nelle cellule tumorali in corso di leucemia linfoblastica acuta; È infatti uno dei pochi antigeni CD, insieme a CD38, in cui la parte extracellulare della proteina possiede azione catalitica. Troviamo positività per il CD10 anche nel carcinoma a cellule chiare renale dell'adulto.